# Nagroda za pierwszoplanową rolę kobiecą na Festiwalu Filmowym w Cannes
Nagroda za pierwszoplanową rolę kobiecą (fr. Prix d'interprétation féminine) − nagroda przyznawana corocznie na Międzynarodowym Festiwalu Filmowym w Cannes dla najlepszej roli kobiecej spośród filmów konkursu głównego. Nagroda została przyznana po raz pierwszy już podczas pierwszej edycji imprezy w 1946. Wyróżnienie przyznaje międzynarodowe jury konkursu głównego. Nagrody nie przyznano w następujących edycjach festiwalu: 1947, 1954, 1968 i 2020.

## Statystyki

Vanessa Redgrave, dwukrotna zdobywczyni nagrody.

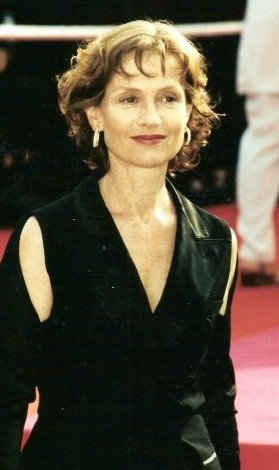
Isabelle Huppert, jedna z czterech podwójnych laureatek nagrody.

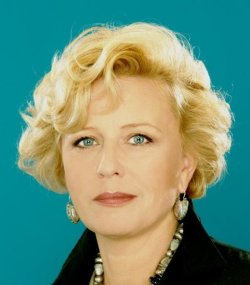
Krystyna Janda, laureatka za rolę w filmie Przesłuchanie (1990).

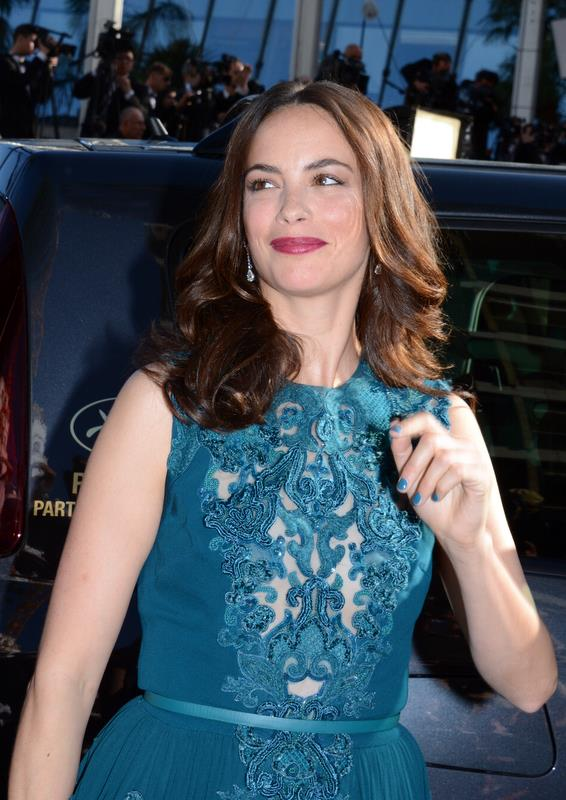
Bérénice Bejo, laureatka za rolę w filmie Przeszłość (2013).

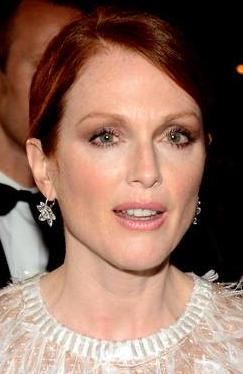
Julianne Moore, laureatka za rolę w filmie Mapy gwiazd (2014).

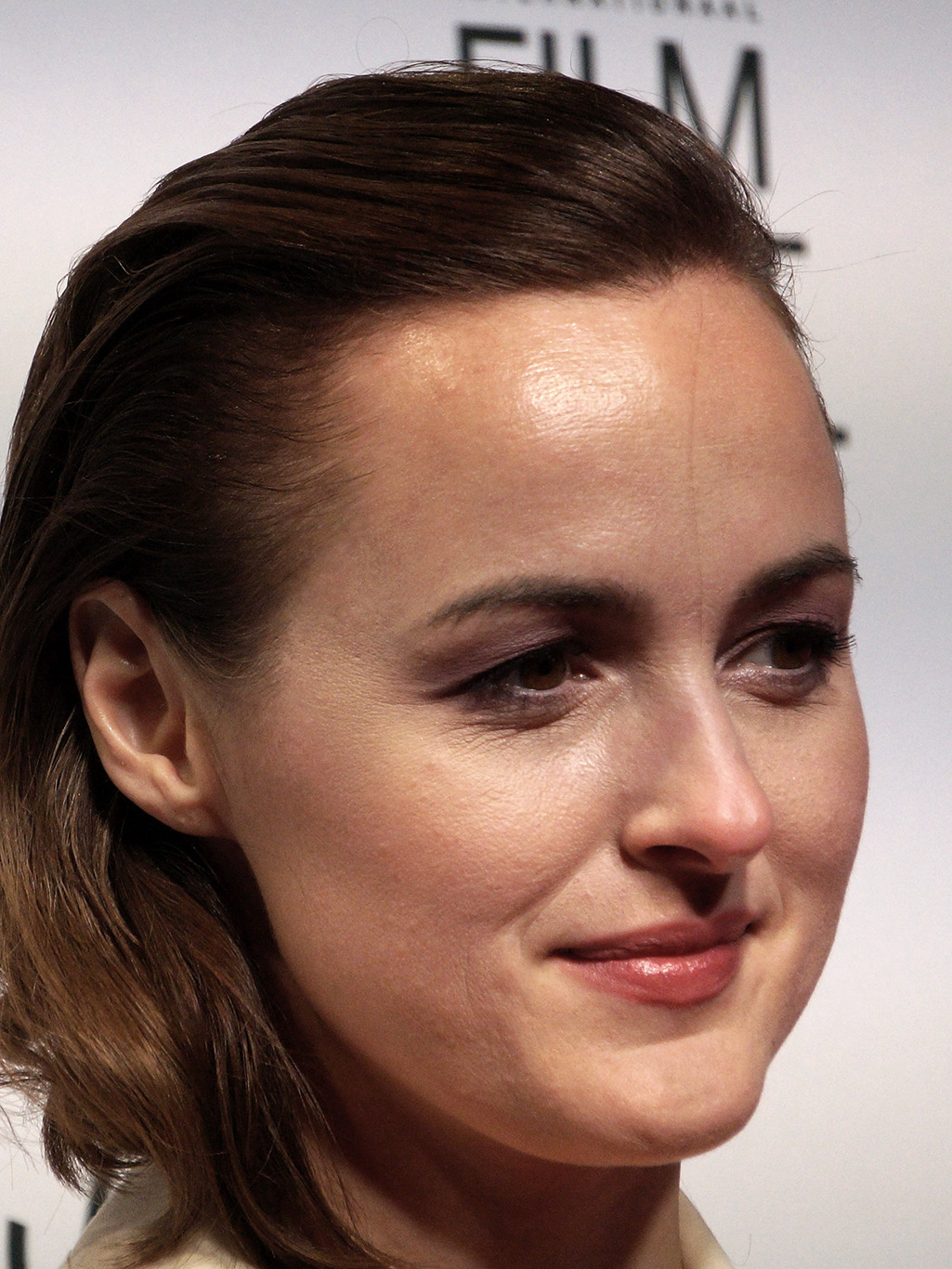
Renate Reinsve, laureatka za rolę w filmie Najgorszy człowiek na świecie (2021)

Najczęściej, jak do tej pory, nagradzane były role aktorek amerykańskich (23 wyróżnienia) i francuskich (15). W pięciu przypadkach jury przyznało nagrody dla aktorskiego kolektywu (od trzech aktorek wzwyż), a dotyczyło to filmów: Wielka rodzina (1955, sześć nagrodzonych aktorek), U progu życia (1958, trzy aktorki), Świat na uboczu (1988, trzy aktorki), Volver (2006, pięć aktorek) oraz Emilia Pérez (2024, cztery aktorki).
Dotychczas czterem aktorkom udało się zdobyć nagrodę dwukrotnie. W kolejności chronologicznej były to:
- Angielka Vanessa Redgrave (1966, 1969)
- Amerykanka Barbara Hershey (1987, 1988)
- Angielka Helen Mirren (1984, 1995)
- Francuzka Isabelle Huppert (1978, 2001)

Barbara Hershey jest jedyną aktorką, która otrzymała nagrodę rok po roku, a Isabelle Adjani – jedyną zdobywczynią nagrody za role w dwóch różnych filmach (1981). Pierwszą czarnoskórą laureatką była pochodząca z RPA niezawodowa aktorka Linda Mvusi (1988). Najmłodszą zdobywczynią nagrody była Angielka Jodhi May (1988) – miała skończonych zaledwie 12 lat. Najstarszą laureatką była 75-letnia Hiszpanka Chus Lampreave (2006).
Francuzka Juliette Binoche i Amerykanka Julianne Moore to jedyne aktorki, które zdobyły nagrody aktorskie na wszystkich trzech najważniejszych europejskich festiwalach filmowych: Puchar Volpiego na MFF w Wenecji, Srebrnego Niedźwiedzia na MFF w Berlinie oraz nagrodę dla najlepszej aktorki na MFF w Cannes. Pięć ról nagrodzonych w Cannes przyniosło ich laureatkom również Oscara dla najlepszej aktorki (Shirley Booth, Simone Signoret, Sophia Loren, Sally Field i Holly Hunter).
Nagrodę otrzymały dwukrotnie polskie aktorki: Jadwiga Jankowska-Cieślak (1982) i Krystyna Janda (1990).

## Laureatki nagrody
| Rok  | Aktorka                                                                                             | Tytuł polski                                         | Tytuł oryginalny                                      |                                                      |
| ---- | --------------------------------------------------------------------------------------------------- | ---------------------------------------------------- | ----------------------------------------------------- | ---------------------------------------------------- |
| 1946 | Michèle Morgan                                                                                      | Symfonia pastoralna                                  | La symphonie pastorale                                |                                                      |
| 1947 | Nagrody nie przyznano.                                                                              | Nagrody nie przyznano.                               | Nagrody nie przyznano.                                | Nagrody nie przyznano.                               |
| 1949 | Isa Miranda                                                                                         | Mury Malapagi                                        | Au-delà des grilles                                   |                                                      |
| 1951 | Bette Davis                                                                                         | Wszystko o Ewie                                      | All About Eve                                         |                                                      |
| 1952 | Lee Grant                                                                                           | Opowieści o detektywie                               | Detective Story                                       |                                                      |
| 1953 | Shirley Booth                                                                                       | Wróć, mała Shebo                                     | Come Back, Little Sheba                               |                                                      |
| 1954 | Nagrody nie przyznano.                                                                              | Nagrody nie przyznano.                               | Nagrody nie przyznano.                                | Nagrody nie przyznano.                               |
| 1955 | Ija Ariepina Jelena Dobronrawowa Wiera Kuzniecowa Łarisa Kronberg Kłara Łuczko Jekatierina Sawinowa | Wielka rodzina                                       | Большая семья Bolszaja siemja                         |                                                      |
| 1956 | Susan Hayward                                                                                       | Jutro będę płakać                                    | I'll Cry Tomorrow                                     |                                                      |
| 1957 | Giulietta Masina                                                                                    | Noce Cabirii                                         | Le notti di Cabiria                                   |                                                      |
| 1958 | Bibi Andersson Eva Dahlbeck Barbro Hiort af Ornäs Ingrid Thulin                                     | U progu życia                                        | Nära livet                                            |                                                      |
| 1959 | Simone Signoret                                                                                     | Miejsce na górze                                     | Room at the Top                                       |                                                      |
| 1960 | Melina Mercouri                                                                                     | Nigdy w niedzielę                                    | Ποτέ την Κυριακή Pote tin Kyriaki                     |                                                      |
| 1960 | Jeanne Moreau                                                                                       | Moderato Cantabile                                   | Moderato cantabile                                    |                                                      |
| 1961 | Sophia Loren                                                                                        | Matka i córka                                        | La ciociara                                           |                                                      |
| 1962 | Katharine Hepburn                                                                                   | U kresu dnia                                         | Long Day’s Journey into Night                         |                                                      |
| 1962 | Rita Tushingham                                                                                     | Smak miodu                                           | A Taste of Honey                                      |                                                      |
| 1963 | Marina Vlady                                                                                        | Ape Regina                                           | L'Ape Regina                                          |                                                      |
| 1964 | Anne Bancroft                                                                                       | Zjadacz dyń                                          | The Pumpkin Eater                                     |                                                      |
| 1964 | Barbara Barrie                                                                                      | Czarne i białe                                       | One Potato, Two Potato                                |                                                      |
| 1965 | Samantha Eggar                                                                                      | Kolekcjoner                                          | The Collector                                         |                                                      |
| 1966 | Vanessa Redgrave                                                                                    | Morgan: przypadek do leczenia                        | Morgan!                                               |                                                      |
| 1967 | Pia Degermark                                                                                       | Miłość Elwiry Madigan                                | Elvira Madigan                                        |                                                      |
| 1968 | Festiwal odwołany w związku z wydarzeniami maja '68.                                                | Festiwal odwołany w związku z wydarzeniami maja '68. | Festiwal odwołany w związku z wydarzeniami maja '68.  | Festiwal odwołany w związku z wydarzeniami maja '68. |
| 1969 | Vanessa Redgrave                                                                                    | Isadora                                              | Isadora                                               |                                                      |
| 1970 | Ottavia Piccolo                                                                                     | Metello                                              | Metello                                               |                                                      |
| 1971 | Kitty Winn                                                                                          | Narkomani                                            | The Panic in Needle Park                              |                                                      |
| 1972 | Susannah York                                                                                       | Obrazy                                               | Images                                                |                                                      |
| 1973 | Joanne Woodward                                                                                     | Bezbronne nagietki                                   | The Effect of Gamma Rays on Man-in-the-Moon Marigolds |                                                      |
| 1974 | Marie-José Nat                                                                                      | Skrzypce na balu                                     | Les violons du bal                                    |                                                      |
| 1975 | Valerie Perrine                                                                                     | Lenny                                                | Lenny                                                 |                                                      |
| 1976 | Dominique Sanda                                                                                     | Dziedzictwo Ferramontich                             | L'eredità Ferramonti                                  |                                                      |
| 1976 | Mari Törőcsik                                                                                       | Gdzie pani jest, Déry?                               | Déryné, hol van?                                      |                                                      |
| 1977 | Shelley Duvall                                                                                      | Trzy kobiety                                         | 3 Women                                               |                                                      |
| 1977 | Monique Mercure                                                                                     | J.A. Martin fotograf                                 | J.A. Martin Photographe                               |                                                      |
| 1978 | Jill Clayburgh                                                                                      | Niezamężna kobieta                                   | An Unmarried Woman                                    |                                                      |
| 1978 | Isabelle Huppert                                                                                    | Violette Nozière                                     | Violette Nozière                                      |                                                      |
| 1979 | Sally Field                                                                                         | Norma Rae                                            | Norma Rae                                             |                                                      |
| 1980 | Anouk Aimée                                                                                         | Skok w pustkę                                        | Salto nel vuoto                                       |                                                      |
| 1981 | Isabelle Adjani                                                                                     | Kwartet Opętanie                                     | Quartet Possession                                    |                                                      |
| 1982 | Jadwiga Jankowska-Cieślak                                                                           | Inne spojrzenie                                      | Egymásra nézve                                        |                                                      |
| 1983 | Hanna Schygulla                                                                                     | Historia Piery                                       | Storia di Piera                                       |                                                      |
| 1984 | Helen Mirren                                                                                        | Cal                                                  | Cal                                                   |                                                      |
| 1985 | Norma Aleandro                                                                                      | Wersja oficjalna                                     | La historia oficial                                   |                                                      |
| 1985 | Cher                                                                                                | Maska                                                | Mask                                                  |                                                      |
| 1986 | Barbara Sukowa                                                                                      | Róża Luksemburg                                      | Rosa Luxemburg                                        |                                                      |
| 1986 | Fernanda Torres                                                                                     | Kochaj mnie zawsze albo wcale                        | Eu Sei Que Vou Te Amar                                |                                                      |
| 1987 | Barbara Hershey                                                                                     | Cisi ludzie                                          | Shy People                                            |                                                      |
| 1988 | Barbara Hershey Jodhi May Linda Mvusi                                                               | Świat na uboczu                                      | A World Apart                                         |                                                      |
| 1989 | Meryl Streep                                                                                        | Krzyk w ciemności                                    | A Cry in the Dark                                     |                                                      |
| 1990 | Krystyna Janda                                                                                      | Przesłuchanie                                        | Przesłuchanie                                         |                                                      |
| 1991 | Irène Jacob                                                                                         | Podwójne życie Weroniki                              | La double vie de Véronique                            |                                                      |
| 1992 | Pernilla August                                                                                     | Dobre chęci                                          | Den goda viljan                                       |                                                      |
| 1993 | Holly Hunter                                                                                        | Fortepian                                            | The Piano                                             |                                                      |
| 1994 | Virna Lisi                                                                                          | Królowa Margot                                       | La Reine Margot                                       |                                                      |
| 1995 | Helen Mirren                                                                                        | Szaleństwo króla Jerzego                             | The Madness of King George                            |                                                      |
| 1996 | Brenda Blethyn                                                                                      | Sekrety i kłamstwa                                   | Secrets & Lies                                        |                                                      |
| 1997 | Kathy Burke                                                                                         | Nic doustnie                                         | Nil by Mouth                                          |                                                      |
| 1998 | Élodie Bouchez Natacha Régnier                                                                      | Wyśnione życie aniołów                               | La vie rêvée des anges                                |                                                      |
| 1999 | Séverine Caneele                                                                                    | Ludzkość                                             | L’humanité                                            |                                                      |
| 1999 | Émilie Dequenne                                                                                     | Rosetta                                              | Rosetta                                               |                                                      |
| 2000 | Björk                                                                                               | Tańcząc w ciemnościach                               | Dancer in the Dark                                    |                                                      |
| 2001 | Isabelle Huppert                                                                                    | Pianistka                                            | La pianiste                                           |                                                      |
| 2002 | Kati Outinen                                                                                        | Człowiek bez przeszłości                             | Mies vailla menneisyyttä                              |                                                      |
| 2003 | Marie-Josée Croze                                                                                   | Inwazja barbarzyńców                                 | Les invasions barbares                                |                                                      |
| 2004 | Maggie Cheung                                                                                       | Czysta                                               | Clean                                                 |                                                      |
| 2005 | Hanna Laslo                                                                                         | Free Zone                                            | Free Zone                                             |                                                      |
| 2006 | Penélope Cruz Carmen Maura Lola Dueñas Chus Lampreave Blanca Portillo Yohana Cobo                   | Volver                                               | Volver                                                |                                                      |
| 2007 | Jeon Do-yeon                                                                                        | Sekretne światło                                     | 밀양 Milyang                                          |                                                      |
| 2008 | Sandra Corveloni                                                                                    | Linha de Passe                                       | Linha de Passe                                        |                                                      |
| 2009 | Charlotte Gainsbourg                                                                                | Antychryst                                           | Antichrist                                            |                                                      |
| 2010 | Juliette Binoche                                                                                    | Zapiski z Toskanii                                   | Copie conforme                                        |                                                      |
| 2011 | Kirsten Dunst                                                                                       | Melancholia                                          | Melancholia                                           |                                                      |
| 2012 | Cristina Flutur Cosmina Stratan                                                                     | Za wzgórzami                                         | După dealuri                                          |                                                      |
| 2013 | Bérénice Bejo                                                                                       | Przeszłość                                           | Le passé                                              |                                                      |
| 2014 | Julianne Moore                                                                                      | Mapy gwiazd                                          | Maps of the Stars                                     |                                                      |
| 2015 | Emmanuelle Bercot                                                                                   | Moja miłość                                          | Mon roi                                               |                                                      |
| 2015 | Rooney Mara                                                                                         | Carol                                                | Carol                                                 |                                                      |
| 2016 | Jaclyn Jose                                                                                         | Mama Rosa                                            | Ma' Rosa                                              |                                                      |
| 2017 | Diane Kruger                                                                                        | W ułamku sekundy                                     | Aus dem Nichts                                        |                                                      |
| 2018 | Samał Jeslamowa                                                                                     | Ajka                                                 | Айка Ajka                                             |                                                      |
| 2019 | Emily Beecham                                                                                       | Kwiat szczęścia                                      | Little Joe                                            |                                                      |
| 2020 | Festiwal odwołany z powodu pandemii koronawirusa.                                                   | Festiwal odwołany z powodu pandemii koronawirusa.    | Festiwal odwołany z powodu pandemii koronawirusa.     | Festiwal odwołany z powodu pandemii koronawirusa.    |
| 2021 | Renate Reinsve                                                                                      | Najgorszy człowiek na świecie                        | Verdens verste menneske                               |                                                      |
| 2022 | Zar Amir Ebrahimi                                                                                   | Holy Spider                                          | Holy Spider                                           |                                                      |
| 2023 | Merve Dizdar                                                                                        | Wśród wyschniętych traw                              | Kuru Otlar Üstüne                                     |                                                      |
| 2024 | Karla Sofía Gascón Selena Gomez Adriana Paz Zoe Saldaña                                             | Emilia Pérez                                         | Emilia Pérez                                          |                                                      |